# Comisia Roggeri-Altenburg

## Formarea Comisiei Roggeri-Altenburg
După ocuparea Ardealului de nord ca urmare a Dictatului de la Viena din 30 august 1940 autoritățile maghiare s-au dedat la o serie de excese și violențe împotriva românilor. Ca urmare a acestora, pe data de 9 octombrie ministrul român de externe Mihail Sturdza a trimis o scrisoare ministrului de externe al Germaniei Joachim von Ribbentrop și celui al Italiei, contele Galeazzo Ciano. El se referea la articolul 7 din textul arbitrajului, care prevedea: “În cazul în care dificultăți sau îndoieli s-ar ivi în cursul aplicării acestui arbitraj, guvernele român și ungar se vor înțelege pe cale directă. Dacă într-o chestiune sau alta înțelegerea nu se realizează, litigiul va fi supus guvernelor Reich-ului și Italiei, care vor adopta o soluție definitivă”. Ținând seama de violențele petrecute el solicita  formarea și trimiterea de urgenta a unei comisii mixte germano-italiene însarcinata cu cercetarea cazurilor semnalate și potolirea comportamentului agresiv al administratiei ungare. 
În același timp au fost trimiși și doi emisari speciali, cu scopul de protesta împotriva exceselor comise de autoritățile maghiare împotriva populației românești și de a explora cu autoritățile de la Berlin și Roma posibilitățile de revizuire a dictatului de la Viena. La Berlin s-a deplasat Valer Pop, care condusese delegația română în timpul tratativelor româno-ungare de la Turnu Severin (16-24 august 1940) și făcuse parte din delegația de la Viena. Valer Pop a fost primit de Joachim von Ribbentrop la 14 octombrie 1940. La Roma s-a deplasat Mihail Manolescu, care condusese delegația Română la Viena, în calitate de ministru de externe. Mihail Manolescu a avut convorbiri cu Ducele, Benito Mussolini, cu ministrul de externe Galeazzo Ciano, cu mareșalul Pietro Badoglio și cu ministrul culturii Alessandro Pavolini.
În privința revizuirii dictatului de la Viena, aceste misiuni nu a avut niciun rezultat scontat, atât Germania cât și Italia nefiind dispuse să revină asupra unei chestiuni pe care o considerau ca fiind rezolvată. Dar pentru aplanarea conflictelor, guvernele german si italian au raspuns afirmativ scrisorii semnate de M. Sturdza la 14 octombrie 1940 fiind de acord cu formarea unei comisii de arbitrare a conflictelor. 
Comisie urma să fie condusă de ministrul dr. Altenburg și consilierul de legație dr. Wolf din partea Germaniei, și de ministrul conte Roggeri și consilierul de legație conte Pignatt, din partea Italiei, comisia fiind cunoscută sub numele de comisia Roggeri-Altenburg.

## Organizarea comisiei Roggeri-Altenburg
Comisia s-a deplasat la fața locului, fiind însoțită de Alexandru Randa, fruntaș legionar, din partea Ministerului de Externe român. Comisia a informat guvernul român că semnalările sale se confirmaseră aproape în totalitate. Câteva zile mai târziu, Constantin Grecianu, noul ministru al României la Berlin, care nici nu-și prezentase încă scrisorile de acreditare, informa și el că proiectul de raport al comisiei care urma sa fie înaintat guvernelor german și italian, era favorabil României. Cu toate acestea, textul raportului oficial al comisiei Roggeri-Altenburg remis guvernului român cu câteva zile înaintea vizitei efectuate la Roma de Ion Antonescu în perioada 14-17 noiembrie 1940, fusese reformulat la cererea insistentă a ministrului italian de Externe, într-un spirit contrar celor constatate pe teren.
Temându-se de o reizbucnire a violențelor, după retragerea comisiei, guvernul român solicitase Germaniei și Italiei la 25 octombrie 1940 crearea "unui aparat de subcomisii locale" cu caracter permanent, care să fie instalat în Transilvania de Nord. Deoarece și guvernul maghiar se plânsese de abuzuri ale guvernului român, la 4 ianuarie 1941 cele două guverne și-au dat acordul pentru constituirea unor comisii mixte germano-italiene, una pe teritoriul român și una pe teritoriul maghiar. Sarcina acestor comisii era "cercetarea cazurilor de expulzări și a actelor de teroare" comise de o parte și alta a liniei de demarcație, membrii lor bucurându-se de extrateritorialitate și libertate de trecere a "granitei" româno-maghiare.
Cele două comisii, erau formate din câte un ofițer german și unul italian. Prima cu sediul la Cluj având ca președinte pe ofițerul italian, se ocupa de teritoriul de la nord de valea Mureșului și de județul Mureș. Cea de a doua, cu sediul la Brașov era condusă de ofițerul german, și se ocupa de partea de la sud de Mureș, exclusiv județul Mureș. Dările de seamă și rapoartele comisiilor erau expediate la Roma și Berlin prin intermediul legațiilor de la Budapesta ale celor două state pentru comisia de la Cluj și de la București pentru comisia de la Brașov. 
O supracomisie mixtă compusă din contele Roggeri și ambasadorul von Bülow (care îl înlocuia pe Dr. Altenburg) urma să examineze rapoartele primite de la Cluj și Brașov și să facă propuneri guvernelor de la Berlin și Roma privind măsurile care se impuneau.
La sfârsitul lunii ianuarie 1941, cele două comisii și-au început activitatea.
- la Brașov comisia era condusă de maiorul (ulterior locotenent-colonel) german Hans Dehmel ajutat de căpitanul Peppino Passanisi;
- la Cluj comisia era condusă de maiorul (ulterior locotenent-colonel) Sigliuzzo ajutat de căpitanul german Julius Erflig. La cererea părții maghiare, care îl considera filo-român, sub motiv că vorbea românește, acesta din urmă a fost înlocuit cu căpitanul Krehl.

Căpitanul Valerian Popescu a fost numit reprezentant al guvernului român pe lângă cele două comisii, stabilindu-i-se sediul la Brașov; în replică, la Cluj a fost numit un ofițer reprezentant al guvernului maghiar. La sfârșitul anului 1941 s-a luat hotărîrea ca pe lângă fiecare comisie să fie trimis câte un ofițer român și unul maghiar; pe lângă comisia de la Cluj a fost atașat căpitanul Alfred Negulescu, avându-și sediul la Turda.

## Activitatea comisiei Roggeri-Altenburg
| Anul         | Reclamații ale părții române | Reclamații ale părții române | Reclamații ale părții maghiare | Reclamații ale părții maghiare |
| Anul         | prezentate                   | rezolvate                    | prezentate                     | rezolvate                      |
| 1942         | 159                          | 52                           | 151                            | 151                            |
| 1943         | 341                          | 30                           | 23                             | 21                             |
| 1944 ian-mai | 94                           | 15                           |                                |                                |
| Total        | 594                          | 97                           | 174                            | 172                            |

Lucrările comisiilor s-au desfășurat în condiții foarte dificile. În intervalul 1 ianuarie 1942 – 31 mai 1944 au fost supuse 594 de reclamații din partea autorităților române și 174 din partea celor maghiare. Din aceste reclamații au fost rezolvate 97(16%) din reclamațiile române și 172 (99%) din reclamațiile maghiare. Prin rezolvate se înțelege că comisiile au reușit să ia o decizie privind situația reclamată, care nu era neapărat în favoarea părții reclamante. Este evident că, în aceste condiții, activitatea comisiilor era apreciată total diferit de guvernele de la Budapesta și de la București. Pe când Budapesta considera că cele două comisii erau extrem de eficiente, din momente ce rezolvaseră aproape toate cazurile asupra cărora li se atrăsese atenția, Bucureștiul era de o părere exact contrară, considerând că cele două comisii refuzau să-și îndeplinească atribuțiile. Autoritățile române au relevat în numeroase ocazii deficiențele de lucru ale comisiilor, începând cu divergentele si lipsa de cooperare dintre germani si italieni, aceștia din urmă fiind considerați ca fiind puternic părtinitori în favoarea Ungariei. Alte acuzații erau lipsa totală de solicitudine a unora dintre membrii comisiilor și caracterul pur formal al anchetelor derulate. 
Lipsa de cooperare în sânul comisiei de la Cluj a determinat partea română să ceară în repetate rânduri înlocuirea ofițerilor respectivi. In aprilie 1942 au fost numiți maiorul italian Leone Sircana (președinte al comisiei) și căpitanul german (ulterior maior) Werner Haag. La sfârsitul anului 1942 a fost schimbat și căpitanul Alfred Negulescu, delegatul guvernului român în comisia de la Cluj,  în locul sau fiind numit locotenent-colonelul Virgil Bichiceanu.
Nici la Brașov lucrurile nu stăteau mai bine. Locotenent-colonelul Hans Dehmel se afla în România de două decenii, ca reprezentant al serviciului de informații german. Autoritățile române considerau că era un admirator al legionarilor și îl bănuiau că ar fi un fel de conducător din umbră al Grupului Etnic German. Informat despre această situație, Ion Antonescu a cerut și a obținut, în 22 mai 1943, înlocuirea cu colonelul von Kehschitzki. Tot atunci a fost înlocuit și căpitanul Valerian Popescu prin locotenent-colonelul Ion Enescu, rămas în funcție pâna în iulie 1944.
Aceste schimbări nu au avut un efect vizibil de îmbunătățire a activității comisiilor. Numărul de cazuri rezolvate nu a crescut iar partea română a continuat să acuze comisiile de o atitudine părtinitoare. Principala persoană vizată era maiorul Leone Sircana, președintele comisiei de la Cluj, care era învinuit de o atitudine pro-maghiară din cauza soției sale, care ar fi avut relații întinse în rândul oficialităților maghiare din oraș și, de repetate rânduri, și-ar fi determinat soțul să nu dea curs sesizărilor primite din partea românilor.
După ieșirea Italiei din război, în septembrie 1943, ofițerii italieni din cele două comisii s-au retras. Ele au continuat să funcționeze doar cu câte un singur membru, fără ca eficiența să se amelioreze, ceea ce ar permite să se tragă concluzia că nu doar maiorul Sircana era singurul vinovat. Totuși guvernul român continua să înainteze reclamații atât împotriva incitării la atitudini anti-românești, cât și la acțiunile efective de oprimare. 
Astfel, într-un raport din 25 mai 1944, colonelul Virgil Bichiceanu considera că scrieri ca cele ale contelui Albert Wass constituiau o instigare directă la uciderea populației române: "Cartea contelui Wass este un monument de ură încă nemaiîntâlnită în literatura unui popor din lume, ură bolnavă, sadică, revoltătoare". Într-un alt raport, din 1 iunie 1944, tot colonelul Bichiceanu arăta: “Tratamentul românilor în teritoriul cedat dovedește un plan bine studiat si hotarît executat de unguri, pentru a elimina elementul românesc din Ardealul de Nord si care continuă și sub ocupația germană", referire la schimbarea de regim din Ungaria în 19 martie 1944 și la instalarea guvernului Döme Sztójay.

## Concluzii
Comisia Roggeri-Altenburg și sub-comisiile create ulterior nu au avut niciun efect asupra acțiunii autorităților maghiare în partea de Nord a Transilvaniei. Comisiile mixte germano-italiene n-au fost decât o prelungire a spiritului care dominase la Viena în zilele de 29-30 august 1940 și au rămas simple instrumente prin care cele doua puteri care impuseseră dictatul au ținut sub observație situația de la nord si sud de linia de demarcație. 
Chiar dacă nu au acționat sau au avut dispoziții să nu acționeze, membrii comisiilor erau însă conștienți că soluția dată prin Dictatul de la Viena nu era o soluție viabilă pentru nici una din cele două țări, neavând alt rezultat decât de a exacerba divergențele. Astfel, la încheierea misiunii sale în România, odată cu ieșirea Italiei din război,  căpitanul italian Peppino Passanisi,  membru al comisiei din Brașov din ianuarie 1941 pâna în septembrie 1943, a redactat un amplu studiu intitulat “Chestiunea transilvana”. 
Capitanul Passanisi analizeaza argumentele aduse în discutie de cele doua parti (ungara si româna), fara a se opri la paienjenisul argumentatiei istorice. În studiul său el afirma: "Eu cred că începând de astăzi sau mai bine-zis din momentul în care, odată cu încheierea păcii, Europa se va regăsi pe ea însăși, un nou ciclu istoric se va deschide pentru toate națiunile, care trecând peste toate nenorocirile și rătăcirile trecutului, vor trebui să rezolve vastele si complicatele probleme ale păcii și ale epocii postbelice, în scopul de a se putea uni într-un marș către un viitor pe care toate îl vor mai bun." Pentru soluționarea conflictului româno-maghiar, căpitanul italian considera necesare un schimb de populație și rectificări de frontieră. 
În viziunea de astăzi asemenea schimburi de populație sunt privite negative, ca o formă de curățire etnică. În anii 1940, ele erau văzute ca un mod de rezolvare a conflictelor prin separarea entităților beligerante. Tratatul de la Craiova, dintre România și Bulgaria, a prevăzut și asemenea schimburi de populație pe lângă rectificarea de frontieră și a eliminat principalul motiv de divergență dintre cele două țări. După război, mulți etnici germani au fost expulzați din Cehoslovacia și Polonia. La acea vreme o asemenea soluție era aplicabilă. În prezent se caută alte soluții bazate pe o conviețuire a colectivităților de diferite etnii. 